# Dilan Çiçek Deniz
Dilan Çiçek Deniz (Sivas, 28 febbraio 1995) è un'attrice e modella turca, eletta Miss Universo Turchia 2014.

## Biografia
Nata nel 1995 a Sivas (Turchia) dalla madre Hale Temizyürek e dal padre Orhan Deniz, entrambi insegnanti di professione, Dilan Çiçek ha trascorso l'infanzia ad Adalia e durante l'adolescenza si è appassionata al teatro e alla letteratura. Durante gli anni del liceo ha studiato teatro per tre anni, mentre all'età di quindici anni ha pubblicato il suo primo libro di poesie intitolato Güneşi Annem Sanırdım. All'età di diciassette anni ha preso parte al concorso teatrale della sua scuola e ha vinto un premio di recitazione.
Dopo aver completato l'istruzione primaria e secondaria, ha deciso di iscriversi presso la facoltà di turismo dell'Università dell'Egeo, ma in seguito, appassionata di letteratura, ha deciso di iscriversi presso la facoltà di letteratura comparata dell'Università di Bilgi, dove al termine degli studi ha conseguito la laurea.
Nel 2013 ha iniziato la sua carriera di recitazione dopo essere stata scelta per interpretare il ruolo di Bahar nel film Balayı diretto da Koray Baliç, insieme agli attori Seda Tosun ed Emre Kılıç.
Il 27 maggio 2014 ha partecipato al concorso Miss Turchia, tenutosi presso gli Star TV Studios di Istanbul, dove è stata incoronata vincitrice. Dopo aver vinto il concorso è diventata di diritto rappresentante del proprio paese alla 63ª edizione di Miss Universo, svoltasi all'Ocean Bank Convocation Center di Miami, negli Stati Uniti d'America, senza tuttavia accedere alla fase finale.
Subito dopo la partecipazione a Miss Universo, è tornata nuovamente a recitare. Nel 2015 ha interpretato il ruolo di Ebru, la protagonista della serie televisiva in onda su Star TV Tatli Küçük Yalancilar, insieme agli attori Burak Deniz, Bensu Soral e Melisa Şenolsun. Nello stesso periodo ha ottenuto il ruolo secondario di Elif nella commedia romantica in onda su Kanal D Güneşin Kızları, insieme agli attori Hande Erçel e Tolga Sarıtaş.
Da agosto 2016 a giugno 2017 ha interpretato il ruolo di Su Ergüven, protagonista della serie di successo in onda su Kanal D Bodrum Masalı, insieme agli attori Timuçin Esen e Şevval Sam. Per quest'ultimo ruolo ha vinto il premio Pantene Golden Butterfly Awards come Stella nascente. Nel 2017 è apparsa nella serie in onda su Show TV Aşk Laftan Anlamaz. Nello stesso anno ha rappresentato il marchio Nike. Dal 2017 al 2019 è stata scelta per interpretare il ruolo di Sena Alp Koçovalı nella serie televisiva drammatica in onda su Show TV Çukur, insieme agli attori Aras Bulut İynemli, Erkan Kolçak Köstendil e Öner Erkan. Nel 2018 è stata il volto del marchio di cosmetici Avon. Dal 2018 al 2021 ha rappresentato lo spot pubblicitario Garanti BBVA, mentre nel 2019 è stata il volto del marchio Elidor.
Nel 2020 ha interpretato il ruolo di Elif Urazoğlu nella serie di BluTV Interrupted - L'amore incompiuto (Yarım Kalan Aşklar) e quello di Leyla nel film di Netflix One-Way to Tomorrow (Yarına Tek Bilet) diretto da Ozan Açıktan. Nel 2021 ha rappresentato lo spot pubblicitario del gelato Magnum e allo stesso tempo ha iniziato a collaborare per i marchi Armani Beauty e Clear. Nel 2021 e nel 2022 ha ottenuto il ruolo di Rüya Yıldırımlar nella serie in onda su Show TV Alev Alev.
Nel 2022 ha ricoperto il ruolo di Manolya "Mona" Ünkap nella serie in onda su Fox Kusursuz Kiracı. Nello stesso anno ha preso parte al cast del film di Netflix Rimani (Kal) diretto da Ozan Açıktan e a quello del film Suddenly diretto da Melisa Önel. Nel medesimo anno è entrata a far parte dello spettacolo teatrale Amadeus, nel ruolo di Constanze Mozart. Nel 2023 ha ottenuto il ruolo di Şebnem nel film Aniden diretto da Melisa Önel. L'anno successivo, nel 2024, ha ricoperto il ruolo di Şirin nel film Aşk Mevsimi diretto da Murat Şeker. Nello stesso anno ha preso parte al programma televisivo in onda su TV8 O Ses Türkiye Yılbaşı Özel.

## Vita privata
Nel gennaio 2018 ha intrapreso una relazione con l'attore Furkan Andıç, interrottasi nel novembre seguente.
Nell'estate 2021 ha conosciuto il regista Thor Saevarsson, con il quale dopo essersi fidanzata ufficialmente, quest'ultimo le ha fatto la proposta di matrimonio nel mese di dicembre dello stesso anno, per poi interrompere bruscamente la relazione nel novembre 2022 a causa della sua eccessiva gelosia.
Nel mese di marzo 2023 ha intrapreso una relazione con il collega Mert Yazıcıoğlu, interrottasi dopo pochi mesi per mancanza di compatibilità tra i due.
Dal 2024 ha una relazione con Rafael Cemo Çetin, figlio del regista Sinan Çetin.

## Filmografia

### Cinema
- Balayı, regia di Koray Baliç (2013)
- One-Way to Tomorrow (Yarına Tek Bilet), regia di Ozan Açıktan (2020)
- Rimani (Kal), regia di Ozan Açıktan (2022)
- Suddenly, regia di Melisa Önel (2022)
- Aniden, regia di Melisa Önel (2023)
- Aşk Mevsimi, regia di Murat Şeker (2024)

### Televisione
- Tatlı Küçük Yalancılar – serie TV, 13 episodi (Star TV, 2015)
- Güneşin Kızları – serie TV, 6 episodi (Kanal D, 2015)
- Bodrum Masalı – serie TV, 42 episodi (Kanal D, 2016-2017)
- Aşk Laftan Anlamaz – serie TV, 1 episodio (Show TV, 2017)
- Çukur – serie TV, 63 episodi (Show TV, 2017-2019)
- Interrupted - L'amore incompiuto (Yarım Kalan Aşklar) – serie TV, 8 episodi (BluTV, 2020)
- Alev Alev – serie TV, 28 episodi (Show TV, 2020-2021)
- Kusursuz Kiracı – serie TV, 6 episodi (Fox, 2022

## Teatro
- Amadeus (dal 2022)

## Programmi televisivi
- O Ses Türkiye Yılbaşı Özel (TV8, 2024) - guest star

## Spot pubblicitari
- Nike (2017)
- Avon (2018)
- Garanti BBVA (2018-2021)
- Elidor (2019)
- Magnum (2021)
- Armani Beauty (dal 2021)
- Clear (dal 2021)

## Doppiatrici italiane
Nelle versioni in italiano dei suoi film e delle sue serie TV, Dilan Çiçek Deniz è stata doppiata da:
- Giulia Franceschetti[78] in Interrupted - L'amore incompiuto[79]
- Elena Perino[80] in Rimani[81]

## Riconoscimenti

### Attrice
- Ayakli Gazete TV Stars Awards
  - 2021: Vincitrice come Miglior attrice in un film per One-Way to Tomorrow (Yarına Tek Bilet)
  - 2024: Vincitrice come Miglior attrice teatrale[82]
- ELLE Style Awards
  - 2019: Vincitrice come Attrice emergente dell'anno per la serie Çukur[83][84]
- Golden Palm Awards
  - 2018: Candidata come Miglior attrice in una serie televisiva per Çukur
  - 2020: Candidata come Miglior attrice in una serie televisiva per Çukur
  - 2023: Vincitrice come Attrice teatrale femminile dell'anno per lo spettacolo teatrale Amadeus[85]
- İMK Sosyal Medya Awards
  - 2018: Vincitrice come Miglior attrice per la serie Çukur[86]
- MGD. Altın Objektif Awards
  - 2018: Vincitrice come Miglior attrice televisiva femminile dell'anno per la serie Çukur[35][87]
- Pantene Golden Butterfly Awards
  - 2016: Vincitrice come Stella nascente per la serie Bodrum Masalı[35][36]
  - 2016: Candidata come Stella nascente con Simge e Melisa Aslı Pamuk
  - 2018: Candidata come Miglior interpretazione di un'attrice per la serie Çukur[88]
  - 2018: Candidata come Miglior coppia televisiva con Aras Bulut İynemli per la serie Çukur[89]
  - 2019: Candidata come Miglior attrice per la serie Çukur[90]
  - 2019: Candidata come Miglior coppia televisiva con Aras Bulut İynemli per la serie Çukur[90]
- Premio dei desideri dell'Università di Yeditepe
  - 2018: Vincitrice come Miglior attrice per la serie Çukur[91]
- Premio stelle dell'anno dell'Università tecnica di Yıldız
  - 2020: Vincitrice come Attrice cinematografica femminile più ammirata dell'anno per il film One-Way to Tomorrow (Yarına Tek Bilet)[92][93]
  - 2021: Vincitrice del Premio del lavoro cinematografico e del Premio al successo globale[94]
  - 2024: Vincitrice come Attrice teatrale più ammirata per lo spettacolo teatrale Amadeus[95]

- Turkey Youth Awards
  - 2018: Candidata come Miglior attrice televisiva per la serie Çukur
  - 2019: Candidata come Miglior attrice televisiva per la serie Çukur
  - 2020: Candidata come Miglior attrice televisiva per la serie Çukur

### Modella
- Miss Turchia
  - 2014: Vincitrice della categoria Miss Universo[96]